# Кушон
Кушон (англ. cushion — подушка, подушечка; франц. coussin — подушка) – компактная упаковка, похожая на пудреницу, внутри которой находится пропитанная косметической жидкостью уретановая пена, напоминающая подушечку. В состав косметической пропитки чаще всего входит тональный крем, солнцезащитный крем и формула по уходу за кожей. Сам кушон не является косметическим средством, а служит лишь упаковкой для косметического продукта.
Кушон устроен по принципу матрешки – упаковка в упаковке. «Большая» упаковка вмещает в себя аппликатор для легкого нанесения косметического средства и «маленькую» упаковку с пропитанной косметическим средством уретановой пеной/подушечкой. Для использования, необходимо открыть крышку «большой» упаковки, взять аппликатор, открыть «маленькую» упаковку и прижать аппликатор к пропитанной косметическим средством подушечке. Так аппликатор набирает необходимое количество средства, после чего можно перенести косметический продукт на лицо, шею или другие участки тела по потребности.